# Bertrand de Dinan
Bertrand de Dinan  (mort le 21 mai 1444), quatrième fils de Charles de Dinan, seigneur de Montafilant et de Jeanne de Beaumanoir, fut maréchal de Bretagne, seigneur de Châteaubriant de Beaumanoir.

## Biographie
Il possédait dans son patrimoine le château du Guildo ; il y habita et y fit d'importantes réparations. Sa grand-mère maternelle Marguerite de Rohan, qui s'était remariée avec Olivier de Clisson, lui avait légué en 1406 « sa part des biens liée au conquêtes  qui ont été faits par mon dit seigneur Olivier de Clisson durant le mariage entre nous ». Il fut un soldat actif, Maréchal de Bretagne, il fut nommé capitaine général du pays d'Anjou et du Maine en 1425.
Il combat les partisans des Penthièvre dans le Poitou, et participe au siège de Pouancé en 1432.
Marié deux fois il n'eut pas d'enfants et laissa pour seule héritière à sa mort le 21 mai 1444 sa nièce Françoise de Dinan fille unique de son frère puiné Jacques de Dinan disparu un mois plus tôt.

## Sources
- Jean-Michel Dunoyer de Segonzac. Une Grande maison chevaleresque: les Dinan-Montafilant article dans Dinan au Moyen Age pages 237 à 247 Ouvrage collectif publié par le "Pays de Dinan" Dinan (1986)  (ISBN 2905952016)
- LES GRANDS OFFICIERS DU DUCHÉ DE BRETAGNE sur infobretagne.com